# Phallogaster
Phallogaster Morgan (pękacz, słupnik) – rodzaj grzybów z rodziny Phallogastraceae. W Polsce występuje jeden gatunek.

## Charakterystyka
Grzybnia włóknista, rozgałęziona. Perydium kuliste do gruszkowatego, na trzonie lub bez trzonu, składające się z pojedynczej warstwy pokrytej zanikającą korą i grubo usieciowane dzięki obecności licznych i mniej więcej regularnych, cienkich obszarów, które po osiągnięciu dojrzałości stają się perforowane i pękają na kilka oddzielnych płatów. Gleba nieregularnie klapowana, płaty ciągłe z niewielkimi wypukłościami wnikającymi z powierzchni perydium, oddzielone galaretowatą warstwą ciągłą i centralną, galaretowatą kolumellą, która wnika w glebę i oddziela jego płaty. Cała zawartość w okresie dojrzałości rozpływająca się.

## Systematyka i nazewnictwo
Pozycja w klasyfikacji według Index Fungorum: Phallogastraceae, Hysterangiales, Phallomycetidae, Agaricomycetes, Agaricomycotina, Basidiomycota, Fungi.
W 1982 r. Barbara Gumińska nadała mu polską nazwę słupnik, w 2003 r. Władysław Wojewoda uznał ją za niewłaściwą i zarekomendował nazwę pękacz.
Gatunki:
- Phallogaster globosus Lloyd 1917
- Phallogaster phillipsii (Harkn.) K. Hosaka, Castellano, Davoodian & T. Lebel 2021
- Phallogaster pinyonensis (States) K. Hosaka, Castellano, Davoodian & T. Lebel 2021
- Phallogaster saccatus Morgan 1893 – pękacz gruszkowaty
- Phallogaster white Peck 1907

Nazwy naukowe na podstawie Index Fungorum. Nazwa polska według Władysława Wojewody.